# La contessa di Casa Rojas
La contessa di Casa Rojas (La condesa de Casa Rojas) è un dipinto dell'artista spagnolo Julio Romero de Torres, realizzato nel 1905 e oggi conservato al museo Julio Romero de Torres di Cordova. Si tratta di un ritratto di Victoria Rosado y Sánchez-Pastor, un’esponente del nobile casato di Casa Rojas.

## Storia
Il pittore conobbe l’effigiata in un balneario di Granada quando la giovane aveva diciassette anni. Secondo Teresa Jiménez, nipote della stessa che ereditò l’opera, quando Julio Romero de Torres conobbe sua nonna, le chiese un ritratto che gli donò in seguito. Nel giugno del 2019, Teresa Jiménez Aladren donò l’opera al museo Julio Romero de Torres, dove si trova attualmente.

## Descrizione
Questa tela, che misura 50 centimetri di altezza e 40 di lunghezza, presenta le prime istanze dello stile pittorico con cui il pittore raggiunse la fama, che contrasta con lo stile luminista adoperato dall’artista negli anni precedenti. Il quadro raffigura Victoria Rosado davanti a un paesaggio verdeggiante, con un cielo azzurro come sfondo.